# Казе Албероне (Болоња)
Казе Албероне (итал. Case Alberone) је насеље у Италији у округу Болоња, региону Емилија-Ромања.
Према процени из 2011. у насељу је живело 25 становника. Насеље се налази на надморској висини од 6 м.